# Bernhard Paul
Pour les articles homonymes, voir Paul.
Bernhard Paul (né le 20 mai 1947 à Lilienfeld) est un directeur de cirque, metteur en scène et clown autrichien. En 1975, il fonde le Cirque Roncalli avec André Heller.

## Biographie
Bernhard Paul est l'arrière-petit-fils de Josef Weyl (de), qui fut le parolier de Johann Strauss II. Paul naît en 1947 dans une famille d'artisans et grandit à Wilhelmsburg, en Basse-Autriche. Il entame des études d'ingénieur civil dans le but de rejoindre l'entreprise de construction d'un oncle sans enfant.
Comme ses talents ne sont pas dans ce domaine, il rejoint l'Institut fédéral d'enseignement et de recherche en arts graphiques à Vienne. Josef Bramer, Manfred Deix (de) et Gottfried Helnwein y sont ses camarades de classe. Il devient directeur artistique du magazine d'information autrichien Profil, puis travaille dans une agence de publicité internationale.
Paul aime le cirque quand il est enfant. Après plusieurs années de travail professionnel fructueux, il réalise son rêve en 1975 et fonde le Cirque Roncalli avec André Heller. Après seulement quelques semaines, Heller et Paul se disputent à propos des décors et des numéros plus dociles. Finalement, Heller quitte la société commune, emmenant avec lui 42 artistes. Paul improvise avec des étudiants et des artistes suppléants. Heller n'abandonne le projet de cirque qu'après un litige juridique qui dure plusieurs années et laisse Paul avec plusieurs millions de schillings de dettes. Selon Paul, à cette époque où les choses semblaient « plus possibles », il fut aidé pour traverser cette période.
À partir de 1978, Paul se prépare à rétablir le cirque à Cologne. La première a lieu le 4 juin 1980 à Cologne.
Paul apparait souvent lui-même sur le ring et incarne le personnage clownesque de l'Auguste stupide sous le nom de Zippo.
Après un nouveau rapprochement avec Heller, une autre collaboration a lieu en 1992 avec la réouverture du théâtre de variétés berlinois Wintergarten.
Paul fait campagne depuis des années pour que le cirque en Allemagne ne soit plus classé comme une entreprise mais comme un théâtre.
En collaboration avec Bernhard Paul et les artistes du cirque Roncalli, la série télévisée ARD en six parties Roncalli créée en 1985 avec Günther Maria Halmer dans le rôle du directeur de cirque Bruno Roncalli. Lors de la première saison de l'émission de talents autrichienne Die große Chance, Bernhard Paul est l'un des jurés.

## Famille
Depuis 1990, Paul est marié à l'artiste Eliana Larible, issue d'une dynastie du cirque italien. Avec elle, il a deux filles et un fils, qui sont apparus ensemble pour la première fois dans le rôle des acrobates de roller Les Pauls dans le programme de la tournée 2013 Time is Honey.
Adrian joue de la guitare dans l'orchestre du cirque, Vivian étudie le marketing et les études de marché à distance, Lili fait des acrobaties de contorsion en tant que "femme serpent". Tous les enfants veulent plus tard reprendre le cirque de leur père et continuer à le diriger ensemble. Le frère d'Eliana, David Larible, se produit régulièrement au Cirque Roncalli.
Paul vit, lorsqu'il ne voyage pas dans la roulotte avec sa famille, à Cologne, Majorque et Vienne.